# Лапонци
Лапонци или Сами (слап. sámit, sapmelaš) јесу угро-фински народ, који претежно живи у Норвешкој (провинција Финмарк), Шведској (провинција Лапланд), Финској (округ Лапонија) и Русији (Мурманска област). Лапонци су такође аутохтони народ северне Европе, и на том простору су живели пре него што су Германи населили северну Европу. Лапонци су већим делом протестантске, а мањим делом православне вероисповести, а говоре лапонским језицима, који спадају у угрофинску групу уралске породице језика.
Лапонаца укупно има 53.200, од тога у Норвешкој 31.000, Шведској 15.000, Финској 5.400, Русији 2.100.
Лапонци су се традиционално бавили номадским начином живота, узгојем оваца, ирваса, као и рибарством. Али, данас, тиме се бави око 10% Лапонаца, тако да је узгој ирваса легално резервисан само за Лапонце у неким деловима нордијских земаља.

## Назив
Назив Sápmi (предео који настањују Лапонци) је сличан финском називу за Финску Suomi. У прагерманском и прабалтичком језику реч sāma и реч sōma означавају реч земља, тако да је вероватно да и термин Sápmi значи земља.

## Лапонци у осталим земљама света
Осим у нордијским земљама, Лапонаца у Русији их има око 2.000.

## Демографија

### Норвешка
Што се тиче Норвешке, Лапонци углавном настањују најсевернији регион Норвешке, Финмарк. У Финмарку чине око четвртину становништва. Осим њих, има и припадника неких мањих подгрупа, попут Квенаса (потомака финских сељака и рибара који су населили ово подручје у 16. веку), и Торнедалаца, који живе на југу, близу границе са Шведском. Лапонци у Норвешкој говоре севернолапонски језик.

### Финска
У Финској, према неким изворима, има око 9.500 Лапонаца, а према другим их има 5.400. Већина њих живе у околини језера Инари на северу Финске (и староседеоци су истоимене општине), а у целој Финској Лапонци чине око 0,1% становништва. Већина Лапонаца у Финској говоре севернолапонски, инарсколапонски и сколтски језик.

### Русија
Лапонаца у Русији има приближно 2.000. Они углавном настањују полуострво Кола и претежно живе у приобалним селима и баве се рибарством. Неки Сколти живе у близини града Мурманск, а неки у унутрашњости полуострва Кола. Они носе назив Сколти. Претежно су православне вероисповести, јер их је Свети Трифун Печенгски покрстио у 16. веку. Сколти говоре сколтским језиком.

## Религија
Лапонци су у највећем броју хришћани (90%), подељени на протестанте и православце. Протестанти настањују Норвешку, Шведску, и Финску, а православци Русију. Мањим делом практикују и традиционалне религије.
- 1. Јужни сами
- 2. Уме сами
- 3. Пите сами
- 4. Луле сами
- 5. Северни сами
- 6. Сколт сами
- 7. Инари сами
- 8. Килдин сами
- 9. Тер сами